# Wojna fryzyjska
Wojna fryzyjska – miała miejsce w roku 12 p.n.e.
W roku 12 p.n.e. doszło do kampanii rzymskiej przeciwko Germanom nadmorskim- Fryzom. Siedziby ich znajdowały się na wschód od ujścia Renu i były terenami trudno dostępnymi, składającymi się z wysp, lagun i mokradeł. Na czele Rzymian stanął namiestnik Galii Druzus, który pomimo trudnych warunków i znacznych strat w ludziach dotarł do ujścia rzeki Haase na granicy terytorium Fryzów. W kilku potyczkach Rzymianie zepchnęli Fryzów na południe, zajmując ich najbardziej urodzajne ziemie. Pomimo tego Fryzowie stawiali cały czas opór, a walki przeciągały się. Ostatecznie Druzus, którego celem była Germania zaoferował Fryzom pokój, na który ci przystali. Na mocy porozumienia Fryzowie zachowali wolność, władzę i ustrój. Musieli jednak zapłacić Rzymianom daninę i dostarczyć im kontyngent wojsk posiłkowych. W zamian otrzymali od Druzusa obietnicę obrony ich ziem przed wrogami. Pozostawiwszy niewielkie siły w obozie warownym, w roku 11 p.n.e. Rzymianie wyruszyli na południe. 